# Floquet de Neu

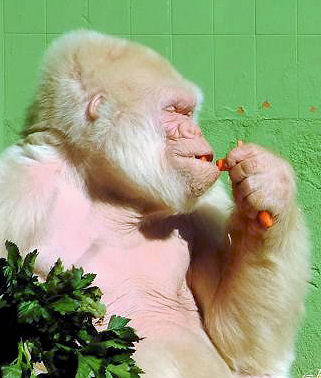
Fiocco di Neve nel 2003

Fiocco di Neve, in catalano Floquet de Neu (in spagnolo Copito de Nieve e in fang Nfumu Ngui (Guinea Equatoriale, probabilmente 1964 - Barcellona, 24 novembre 2003) è stato un gorilla albino, famosissimo abitante del giardino zoologico di Barcellona.

## Biografia
Unico esemplare di gorilla (più propriamente un gorilla occidentale di pianura) affetto da albinismo mai osservato, Floquet de Neu venne catturato il 1º ottobre 1966 nei pressi del Rio Muni, in Guinea Equatoriale (allora provincia spagnola) da un contadino di etnia fang, Benito Mañé. Questi uccise il resto del branco cui il gorilla apparteneva, e raccolse il curioso cucciolo bianco, allora giovanissimo, dal corpo della madre morta (la stessa, come il resto del branco, possedeva una normale colorazione grigio-scuro). Benito Mañé tenne il cucciolo per quattro giorni, per poi portarlo a Bata, dove lo vendette al primatologo catalano Jordi Sabater Pi che, interessato all'anomalo colore del giovane gorilla, pagò una piccola fortuna (circa 11.500 pesetas) per ottenerlo. Sabater Pi portò il cucciolo con sé a Barcellona, dove lo affidò al locale giardino zoologico. Qui il piccolo, precedentemente chiamato Nfumu Ngi (in lingua fang "gorilla bianco"), venne ribattezzato con il nome catalano Floquet de Neu, che mantenne per il resto della sua vita.
Allo zoo di Barcellona, dove rimase fino alla morte, Floquet de Neu divenne una vera e propria celebrità: la sua fama fece il giro del mondo, ed attirò giornalmente turisti e visitatori da ogni parte della Spagna e da ogni paese, diventando una sorta di "mascotte" del capoluogo catalano. Venne talvolta detto che possedesse un carattere schivo e scontroso, in quanto era solito ritrarsi di fronte alla folla di curiosi e mostrare un ghigno minaccioso a quanti volevano fotografarlo; tuttavia, come venne spiegato dagli zoologi che lo avevano in cura -e dallo stesso Sabater Pi- questo suo atteggiamento dipendeva non da una forma di aggressività, ma dalla estrema fotofobia di cui soffriva, a causa della mancanza di pigmento negli occhi, che lo portava a evitare le luci dei flash.
Da adulto, Floquet de Neu raggiunse un peso intorno ai 187 kg ed una taglia di 1,63 m. Il suo albinismo era del tipo più frequente anche negli esseri umani, detto albinismo oculo-cutaneo di subtipo 1A. Durante la sua vita si accoppiò varie volte con tre femmine diverse, dalle quali ebbe un totale di 22 cuccioli, sei dei quali sopravvissero fino all'età adulta, generando a loro volta dei figli. Nessun membro della sua progenie mostrò comunque alcun segno di albinismo. L'ultimo dei suoi figli, Urko, morì nell'agosto del 2003.
Alla fine della sua vita, Floquet aveva un'età compresa tra i 38 ed i 40 anni, notevolmente al di sopra della media della sua specie, che si aggira intorno ai 25 anni. A partire dal 2001 iniziò a soffrire di una rara forma di cancro alla pelle, possibilmente correlata al suo albinismo, e nel settembre 2003 i veterinari annunciarono che era prossimo alla morte. Migliaia di persone affollarono lo zoo per vederlo e salutarlo un'ultima volta prima della sua morte, che avvenne il 24 novembre del 2003, tramite eutanasia.

## Nella cultura di massa

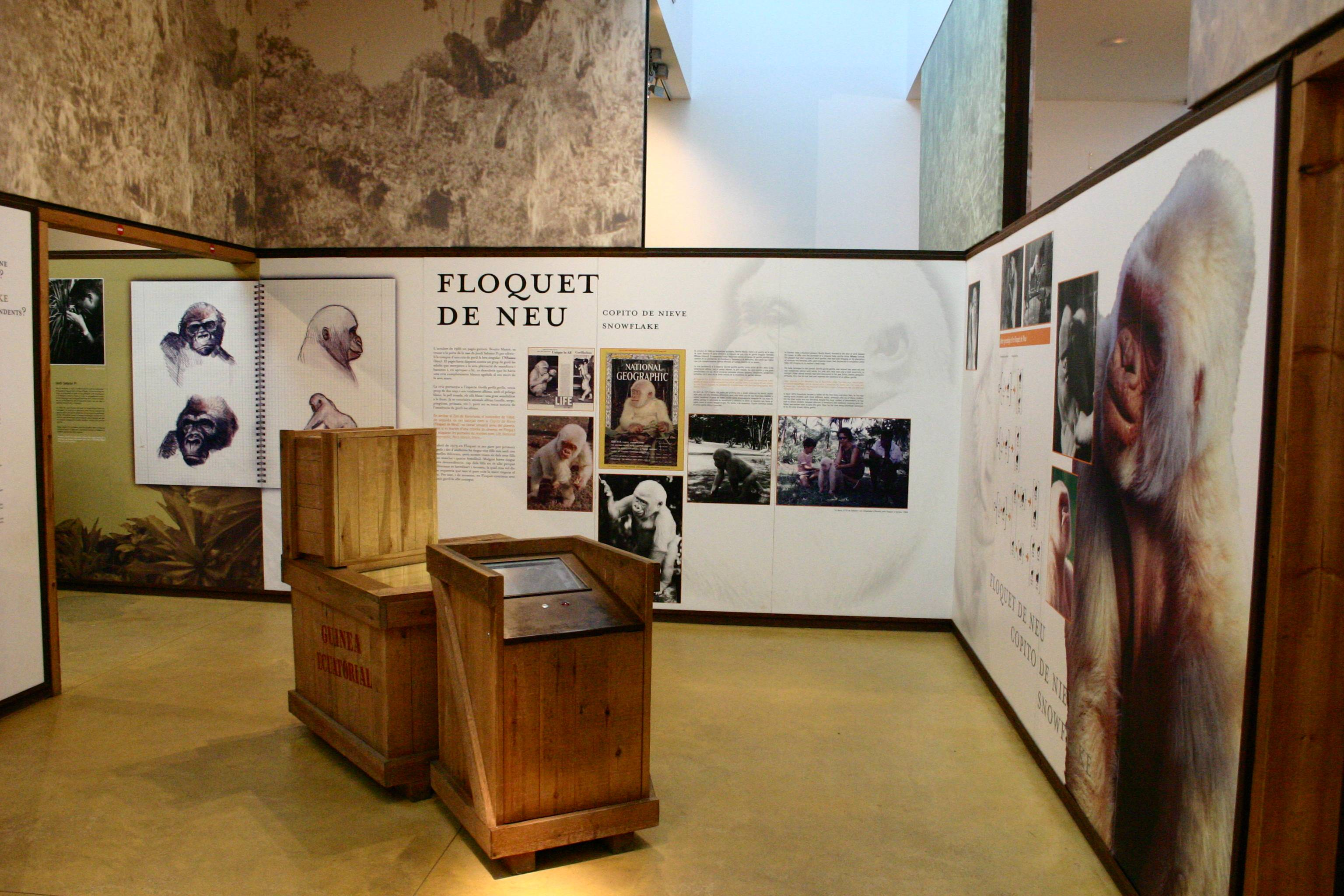
Mostra dedicata al gorilla bianco nello Zoo di Barcellona.

La fama mondiale di Floquet, unita alla sua particolarità di essere l'unico esemplare albino della sua specie, ispirarono molti artisti delle più varie forme culturali. Compare quale protagonista del racconto Memòries d'en Floquet de Neu, dello scrittore catalano Toni Sala, e può vantare una breve apparizione nel romanzo Palomar, di Italo Calvino. Anche il suo scopritore, Jordi Sabater Pi, dedicò al gorilla un vero e proprio libro commemorativo, intitolato Floquet per sempre. È presente nella copertina del libro di Sergio Nelli intitolato: "Prima dell'estinzione".
In ambito musicale, la sua figura venne omaggiata da diversi artisti: i Basement Jaxx gli dedicarono la copertina del loro album Rooty, mentre il gruppo rock italiano Tre Allegri Ragazzi Morti ne fecero il protagonista del loro nono album, Il sogno del gorilla bianco.
Inoltre Davide Toffolo, frontman e cantante band, nonché fumettista, alla morte di Floquet realizzò un albo a fumetti a lui dedicato, intitolato Il re bianco.
Nel 1992, il musicista inglese Roger Waters ne fece uno dei protagonisti del video della canzone What God Wants tratto dal suo album Amused to Death.
Nel 1997, in un episodio di Tre gemelle e una strega dedicato a King Kong, Fiocco di Neve compare per accogliere il gigantesco primate a Barcellona.
Nel 2011 il regista Andrés G. Schaer ha realizzato un film Le avventure di Fiocco di Neve, liberamente ispirato alla storia di Floquet de Neu.
L'asteroide del sistema solare 95962 Copito è stato così chiamato in onore del gorilla albino.